# Kontinentalbanan
Kontinentalbanan (швед. Kontinentalbanan) — залізниця завдовжки 32 км між Мальме та Треллеборгом у Швеції. 
У Треллеборзі залізниця закінчується біля залізничного поромного причалу, що дозволяє переправляти вагони до Зассніца в Німеччині. 
Відтінок залізниці також є частиною лінії між Мальме та Копенгагеном через Ересуннський міст. 
Перші сім кілометрів лінії двоколійні.
Приміські пасажирські поїзди між Мальме та Треллеборгом обслуговують залізницю з кількома зупинками на маршруті та використовують стару будівлю центрального вокзалу Треллеборга поблизу поромного порту. 
Пасажирське сполучення відновилося восени 2015 року після 40 років простою.
Раніше шведський залізничний оператор Snälltåget обслуговував пряме сполучення спального поїзда між Мальме та Берліном (раніше відомий як Berlin Night Express), використовуючи нині недіючу поромну переправу з Треллеборга до Зассніца , але тепер ця служба прямує до Німеччини по суші через Данію. 

## Історія
Залізниця, яка спочатку мала назву Malmö-Kontinentens Järnväg, була відкрита в 1898 році і спочатку вважалася продовженням Södra stambanan на південь. 
Лінія замінила стару залізницю Мальме — Треллеборг, яка не відповідала належним стандартам руху. 
Поромне сполучення розпочалося в 1909 році, того ж року було націоналізовано. 
Лінія була електрифікована в 1933 році. 
У 1950-х сім кілометрів між Мальме та Локарпом були перебудовані на подвійну колію. 
У 1973 році лінію місцевого пасажирського поїзда між Мальме та Треллеборгом було закрито, але знову було відновлено у 2015 році.
Більшість поїздів було міжнародними, і до 1970-х років існували прямі потяги з Мальме до Москви (оператор Російські залізниці), Гамбурга (оператор Deutsche Bundesbahn) і Праги.